# Nurszultan Abisuli Nazarbajev
Nurszultan Abisuli Nazarbajev (kazakul: Nursultan A'bis'uly Nazarbaev 1940. július 6., Csemolgan –) kazak (korábban szovjet) politikus, a Kazah Szovjet Szocialista Köztársaság minisztertanácsának elnöke, a Kazah Kommunista Párt első titkára, az SZKP KB Politikai Bizottságának tagja, a Szovjetunió széthullása után pedig az önálló Kazahsztán első elnöke volt. 2010-től "a kazah nemzet vezetője" cím birtokosa. 2019. március 19-én váratlanul bejelentette lemondását.

## Élete
1962-ben lépett be a Kommunista Pártba, majd 1979-től 1984-ig a Kazak Kommunista Párt Központi Bizottságának volt titkára.[forrás?] 1984-ben választották meg a Kazah Szovjet Szocialista Köztársaság miniszterelnökévé, 1989-ben pedig a Kazak Kommunista Párt első titkáráva. 1990–91-ben az SZKP KB Politikai Bizottságának is tagja volt. 1990-ben megválasztották a kazak parlament (a Legfelsőbb Tanács) elnökévé is. 
1991-ben megválasztották az akkor függetlenné vált állam köztársasági elnökének.
1995. április 25-én a választók 95%-a arra szavazott, hogy Nazarbajev 2000-ig elnök legyen. Ez év szeptemberében új alkotmányt fogadott el a parlament. 1998 szeptemberében az elnök 7 évre választható.[forrás?]
2019. március 19-én váratlanul bejelentette lemondását. Televíziós beszédében hozzátette, hogy megtartja pártelnöki tisztségét a kormányzó Nur Otan pártban, és továbbra is a biztonsági tanács elnöke marad (utóbbit törvény írja elő). Szintén a törvény értelmében élete végéig a Nemzet Vezetője (Елбасы) is marad, ami számára széles jogköröket biztosít. Az elnöki teendőket az új elnök megválasztásáig a szenátus elnöke, Kaszim-Zsomart Tokajev látja el.

## Politikája
Nazarbajev rendszere diktatórikus volt: üldözték az ellenzéket, az emberi jogokat megsértették, betiltották a független médiát és a szólásszabadságot, Nazarbajev körül személyi kultuszt építettek, és nem biztosították a választások tisztaságát.

#### Korrupciós vádjai
Nazarbajev elnöksége alatt egyre több korrupciós és favoritizálási vád irányult Nazarbajev és köre ellen. A kritikusok szerint az ország kormánya egy klánrendszerhez hasonlított.
A The New Yorker szerint 1999-ben svájci banki tisztviselők 85 000 000 dollárt fedeztek fel egy nyilvánvalóan Nazarbajevhez tartozó számlán; a kazah kincstárnak szánt pénzt részben James Giffenhez kapcsolódó számlákon utalták át. Ezt követően Nazarbajev sikeresen szorgalmazta a számára mentelmi jogot biztosító parlamenti törvényjavaslatot, valamint egy másik, a pénzmosás legalizálását célzó törvényjavaslatot, ami tovább dühítette az ellenzéket és a kritikusokat.
2002-ben a Respublika kazah ellenzéki lap arról számolt be, hogy Nazarbajev az 1990-es évek közepén titokban 1 000 000 000 dollár állami olajbevételt rejtett el svájci bankszámlákon. Az újság irodái előtt egy kutya lefejezett tetemét hagyták, és a következő figyelmeztetés volt rajta olvasható: "nem lesz legközelebb"; a kutya feje később Irina Petrushova orosz újságíró-szerkesztő lakása előtt is előkerült, és rajta is egy figyelmeztetés volt: „Nem lesz utolsó alkalom.” Az újságot is felgyújtották.

## Magyar kitüntetése
- A Magyar Érdemrend nagykeresztje a nyaklánccal és az arany sugaras csillaggal (2007)

## Családja
Nazarbajevnek három lánya született: Dariga, Dinara és Alija.[forrás?]

## Művei magyarul
- A XXI. század küszöbén, fordította: Benkő Mihály, előszó: Göncz Árpád; Gondolat, Budapest, 1997
- N. A. Nazarbajev, az etnikumok és vallások közötti megegyezés kazah modelljének megalapítója, fordította: Benkő Mihály, Kazah Köztársaság Magyarországi Nagykövetsége–BARSZ Magyar-Kazah Alapítvány, Budapest, 2005
- A kazahsztáni út,; fordította: Benkő Mihály, Kazah Köztársaság Magyarországi Nagykövetsége, Budapest, 2006
- Nurszultan Nazarbajev – Biográfia, szerkesztő M. B. Kaszimbekov, Sonart Hungary Kft., Budapest, 2014